# Rada Marković
Rada Marković (Kobilje, kod Požarevca 1960.) je likovna umjetnica, grafički inženjer i voditeljica Likovne radionice "Petar Dobrović" u Dardi.

## Životopis
Članica je HDLU Zagreb. Slikarstvom se bavi još iz školskih dana, intenzivnije od 1995. godine.  Koristi sve tehnike od crtačkih do slikarskih, od olovke, tuša, akvarela,  pastela, akrila i ulja na platnu. Teme su različite - najviše ženske figure. Sudionica je mnogobrojnih /humanitarnih i međunarodnih/ likovnih kolonija, kao i kolonija u Dardi na kojima je i organizator ( Đola 2004., Đola 2005., Đola 2006., Đola 2007.....Đola 2020) te grupnih i samostalnih izložbi. Samostalno je izlagala u studenom 2005. godine u Osijeku (izložba slika "Gracije"), zatim u Borovu - prosinac 2005, Vukovaru - ožujak 2006; svibanj 2019, Bilju - lipanj 2007, Zagrebu - svibanj 2011, Zagrebu - ožujak 2012, Zagrebu  - ožujak 2016,  Zagrebu  - rujan 2016,  Osijeku  - ožujak 2017; veljača 2020, Pula - kolovoz 2020; M. Crniće RS 2017.